# Боболицький замок
Боболицький замок (пол. Zamek w Bobolicach) — королівський замок, розташований на Краківсько-Ченстоховській височині, у системі так званих Орлиних Гнізд, в селі Боболіце Мишковського повіту Сілезького воєводства в Польщі. 

## Історія

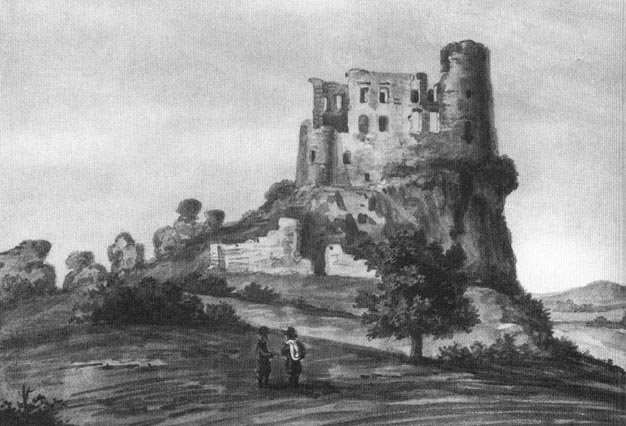
Малюнок замку з XIX століття

Королівський замок у Боболіцах було побудовано польським королем Казимиром Великим, найбільш імовірно протягом 1350—1352 років. Замок мав охороняти навколишні володіння та захищати Малопольщу від вторгнень із Сілезії, що тоді належала Чеській короні. 
У 1370 році тодішній король Польщі Людовик Угорський передав замок своєму родичу Володиславу Опольському. Той, у 1379 році, передав його своєму придворному Анджею Шони з Барлабас, який перетворив замок на укріплення розбійників. Розбійні напади припинив польський король Владислав Ягайло, який у 1396 році повернув замок у королівську власність, але дозволив Анджею продовжувати правити ним. Після його смерті замок успадкувала його дочка Анна, а після її смерті замок було поділено між її сином Станіславом Шафранцем та її другим чоловіком Мстивоєм з Верховиська гербу Лис. Це призвело до численних конфліктів, які закінчилися тим, що Петро Шафранець (племінник Станіслава) у 1445 році викупив другу половину замку у Лисів. Петро Шафранець незабаром продав замок Флоріану з Книшина, який, у свою чергу, продав його Анджею Трцсці, а його родина продала замок Жешовським. Наступним власником у 1486 році став Миколай Креза із Завади, гербу Остоя, родина якого володіла замком аж до 1625 року. 
Під час громадянської війни 1587 року замок було захоплено військами претендента на польський трон Максиміліана III Габсбурга. Замку було завдано серйозних пошкоджень. Вже невдовзі замок відбило  військо на чолі з Яном Замойським, який підтримував Сигізмунда III Вазу. У 1625 році замок перейшов у володіння родини Мишковських гербу Яструбець із сусіднього Мирова. 
Під час шведського потопу, в 1657 році, шведи під командуванням генерала Мюллера сильно зруйнували замок. Наступним власником замку стала родина Менцінських із Жарек, але у 1661 році замок було покинуто і він почав занепадати. Коли у 1683 році король Ян ІІІ Собеський по дорозі до Кракова — місця зосередження польських військ перед віденською битвою — він розбивав табір поруч із замком. 
У XVIII столітті замок був лише частково заселений. Опис інвентарю замку з 1700 року свідчить про його поганий стан. Незважаючи на спроби врятувати замок, він занепадав дедалі більше. У ХІХ столітті в підвалі замку було знайдено скарб. Шукачі скарбів довершили руйнування замку. Після Другої світової війни мури замку були частково розібрані та використані для будівництва дороги, що сполучає Боболіце з Мировом. 

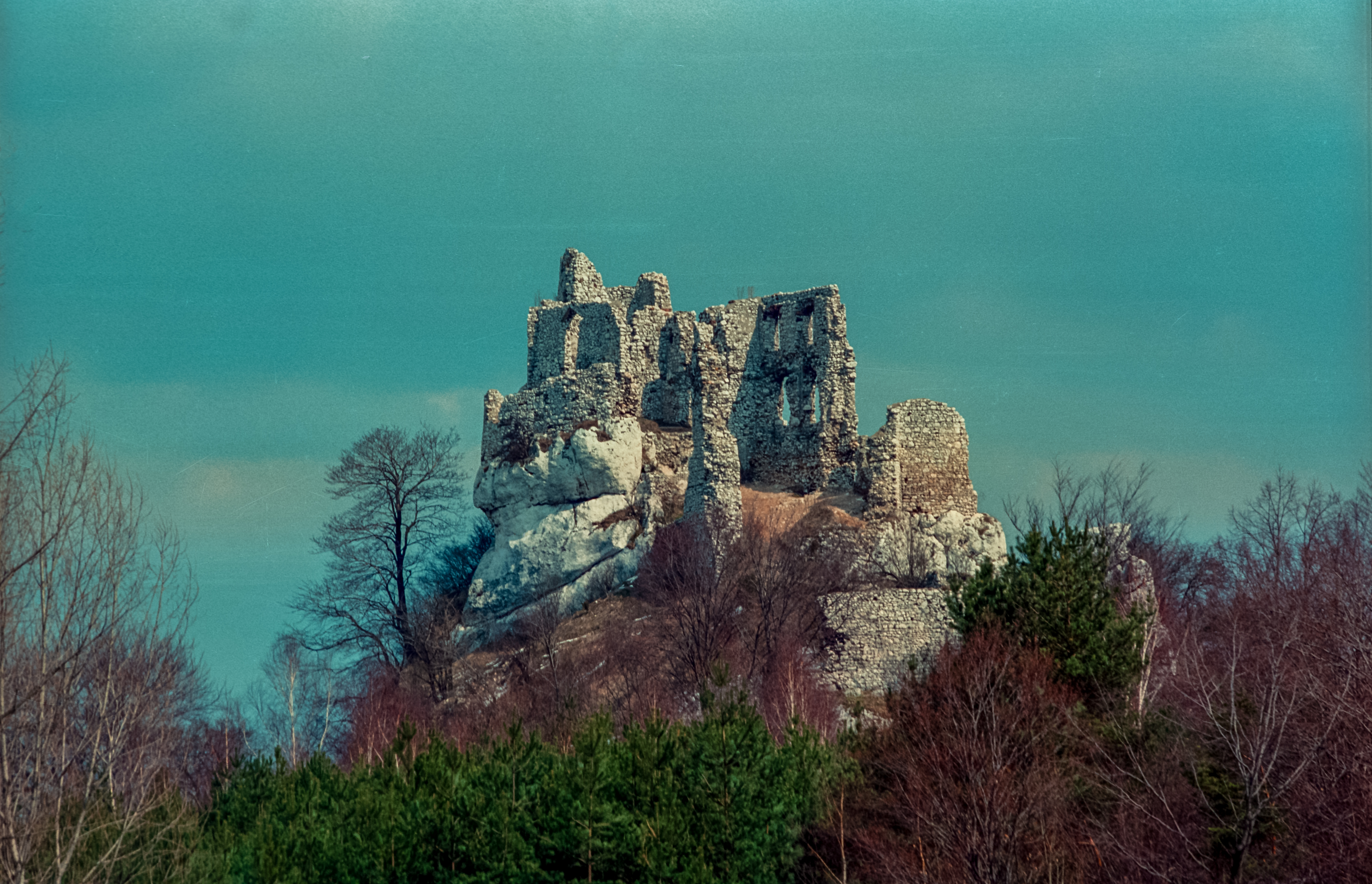
Руїни замку до реконструкції

Наприкінці XX століття родина Ласецьких — теперішніх власників замку — вирішила його відновити.На замовлення представників родини: сенатора Ярослава Ласецького та його брата Даріуша Ласецького, польськими вченими та експертами було виконано археологічні, укріплювальні та будівельні роботи. Офіційне відкриття замку після дванадцяти років робіт відбулося 3 вересня 2011 року.  Під час реконструкції, незважаючи на відсутність будь-яких планів, ескізів чи малюнків замку, було здійснено спробу максимально наблизити зовнішній вигляд замку до того, який він мав у XVI столітті. Вигляд замку було відтворено на основі збережених руїн, опираючись на знання істориків та археологів. У роботах були використані лише традиційні матеріали (переважно вапняк) та спеціальний будівельний розчин. Сама реконструкція викликала і продовжує викликати суперечки та критику з огляду на те, що відсутні збережені джерела щодо давнього вигляду замку. 

## Архітектура
Замок розташований на крутому скелястому пагорбі (360 м над рівнем моря). Замок складається з житлового будинку з циліндричною вежею. Дах замку покритий чорною черепицею. До замку через сухий рів веде підйомний міст. Замок оточений мурами з місцевого білого вапняку, які мають кренеляж. 

## Фотогалерея

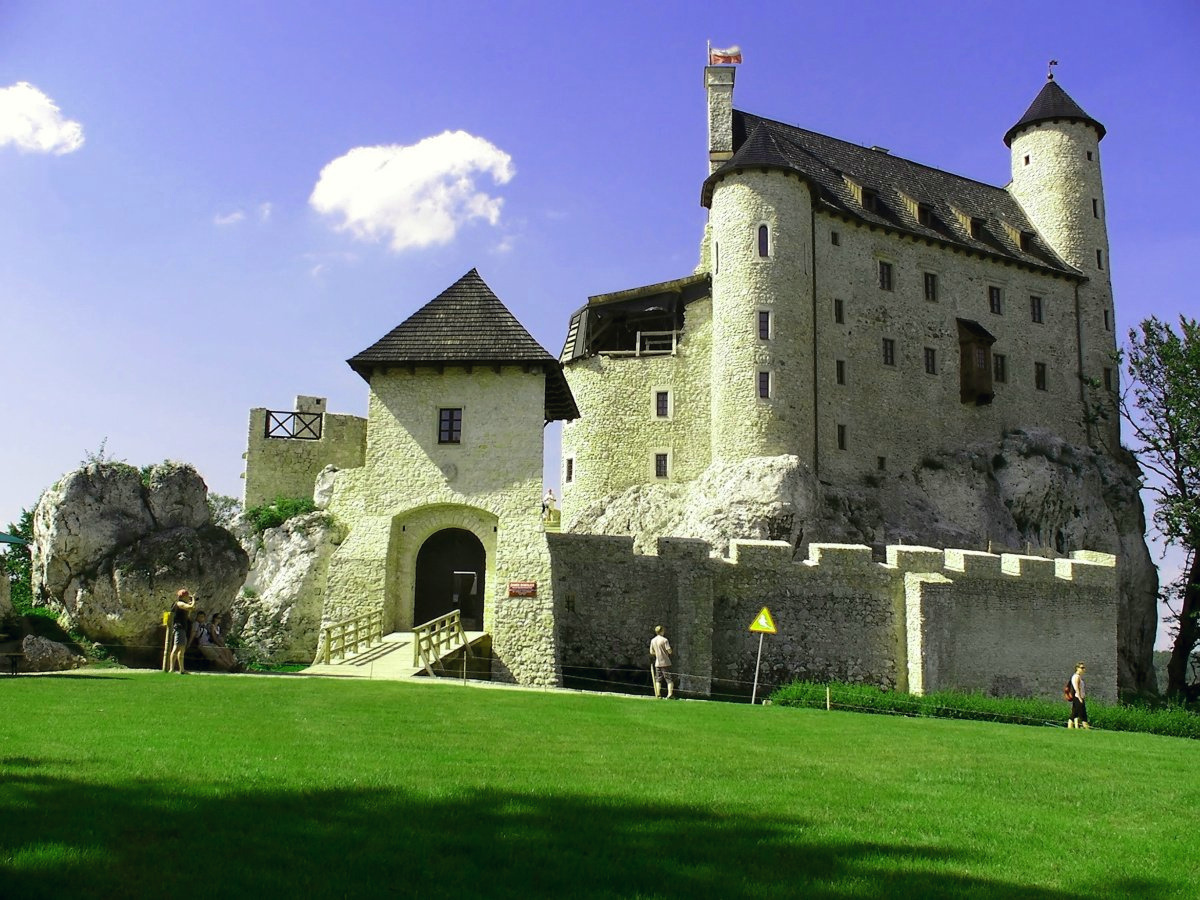
Панорама замку
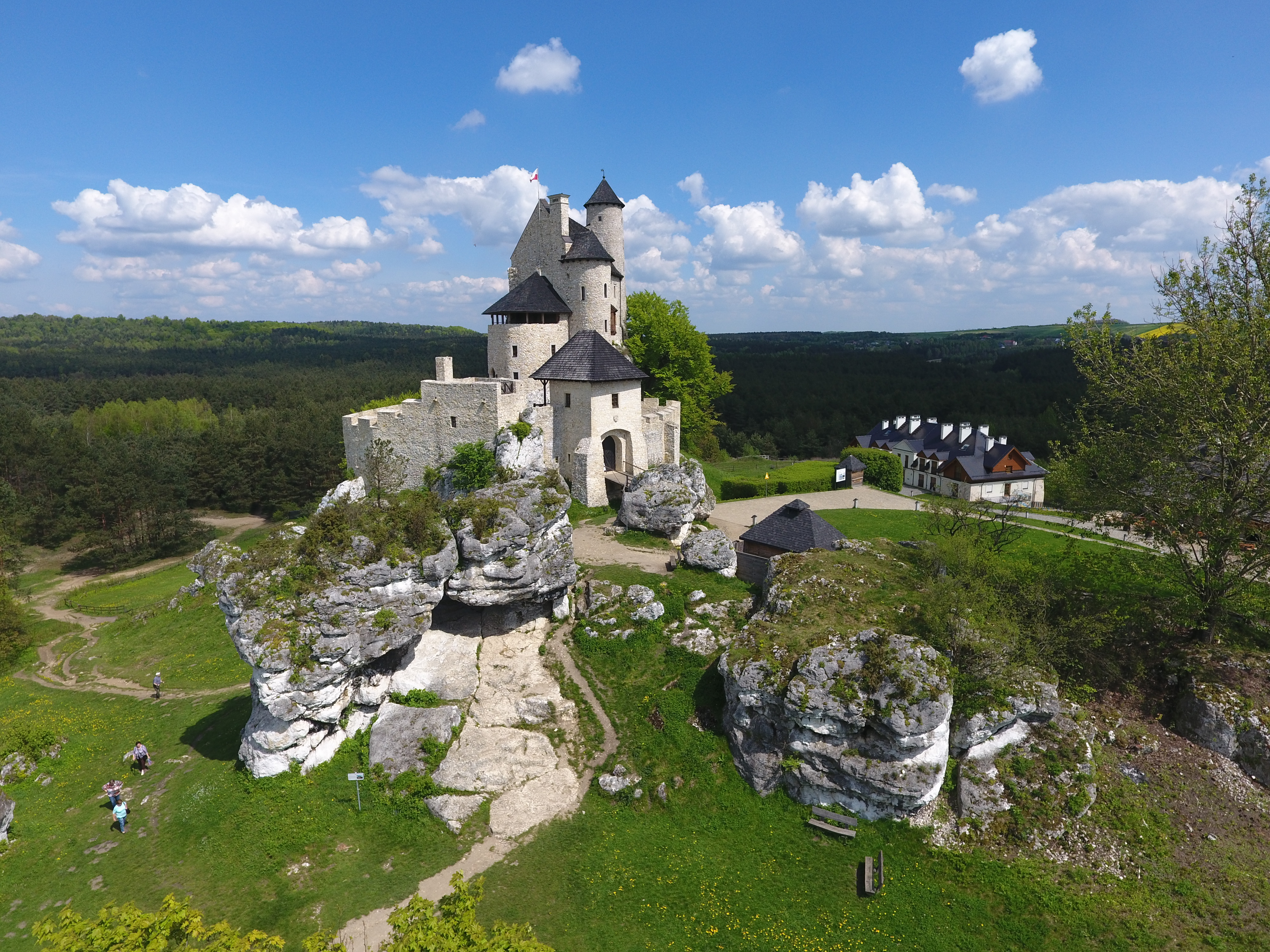
Вигляд замку зі сторони Брами Ласецьких
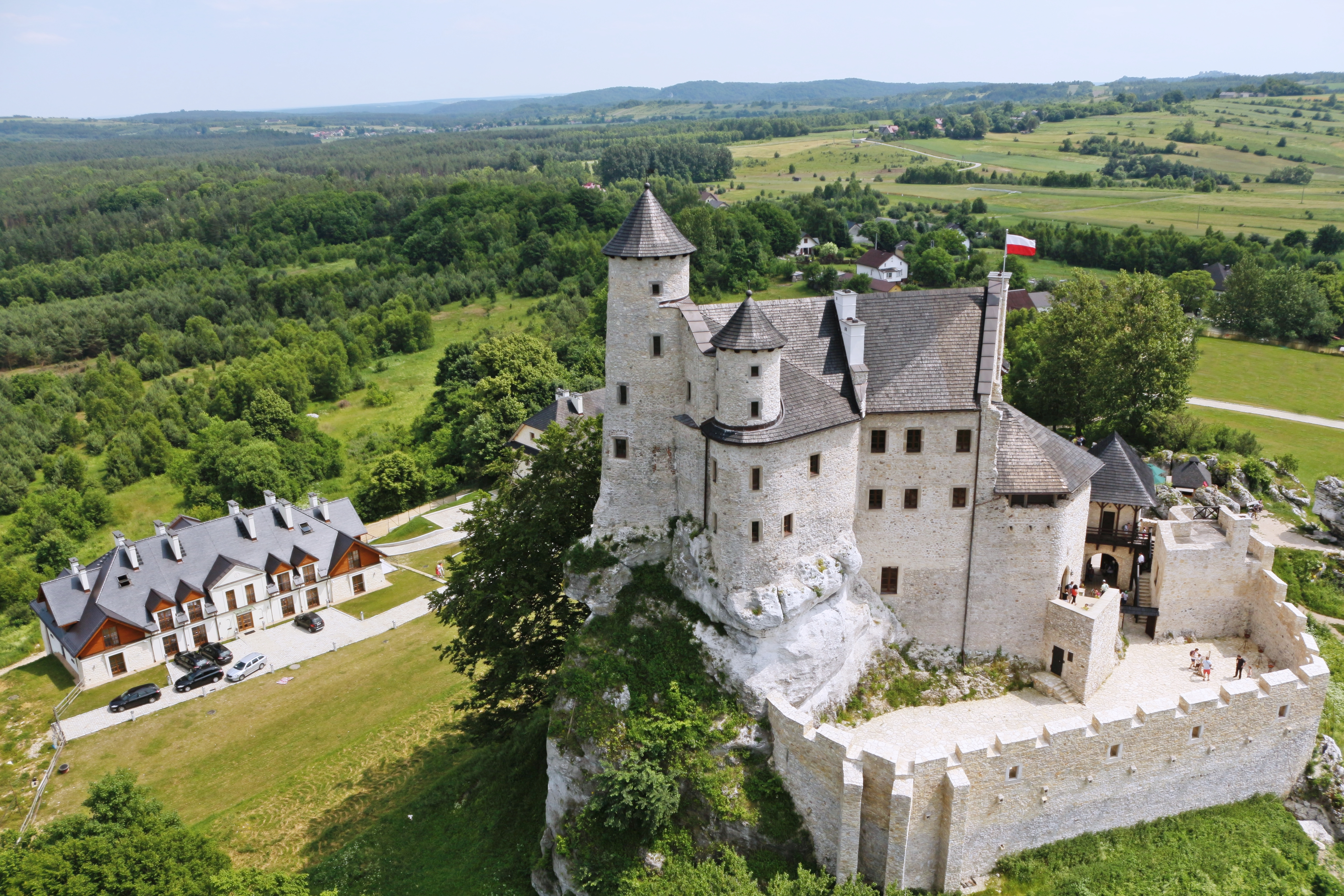
Вигляд замку із заходу
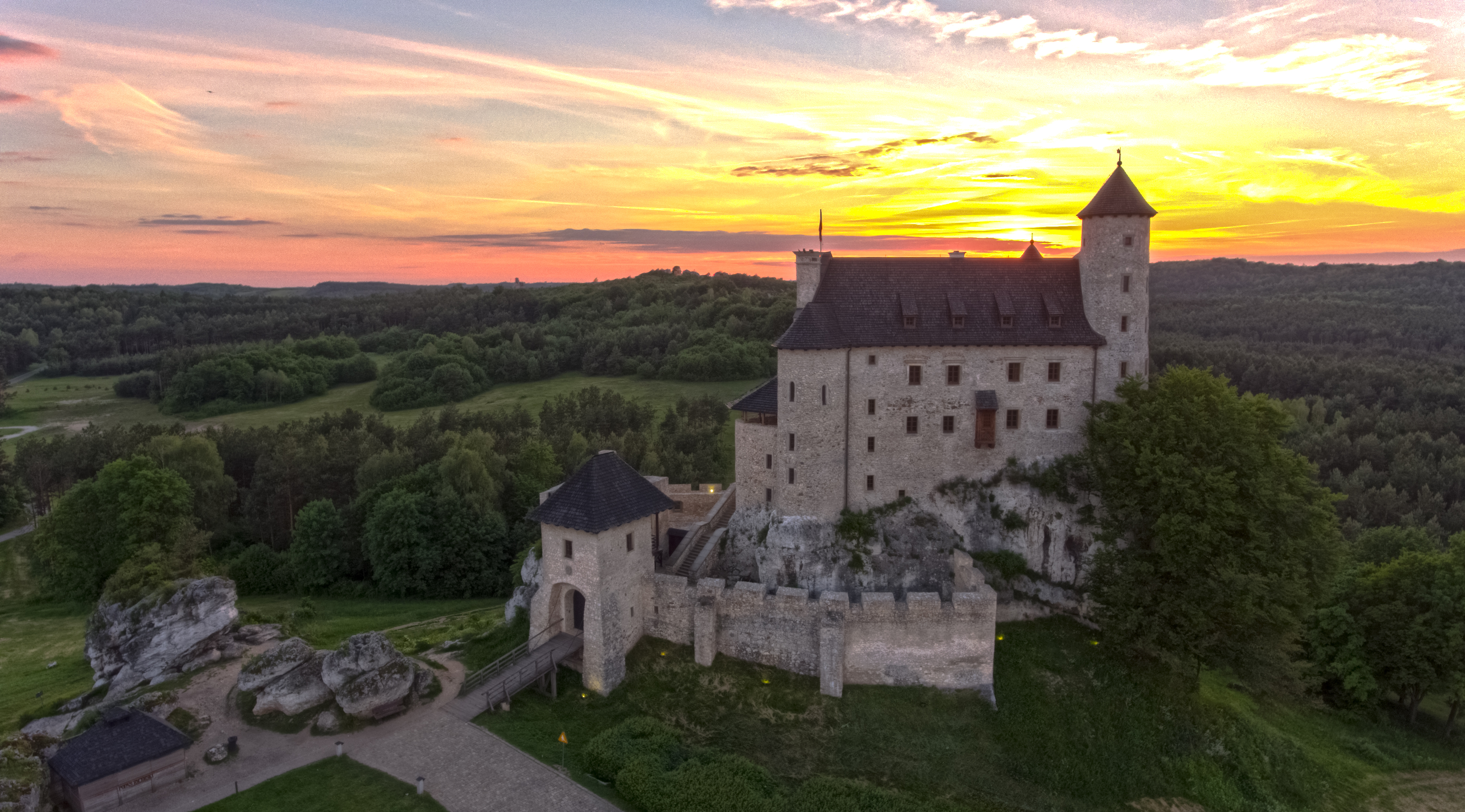
Панорама замку під час заходу сонця
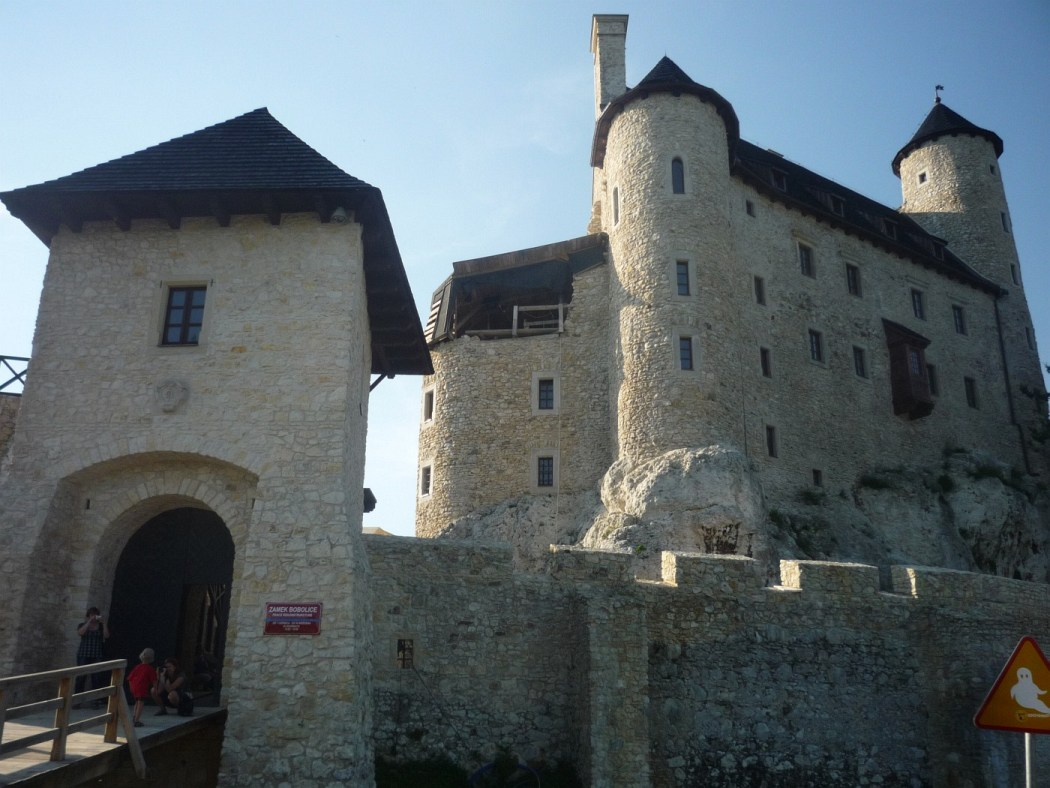
Вигляд замку від в'їзної брами
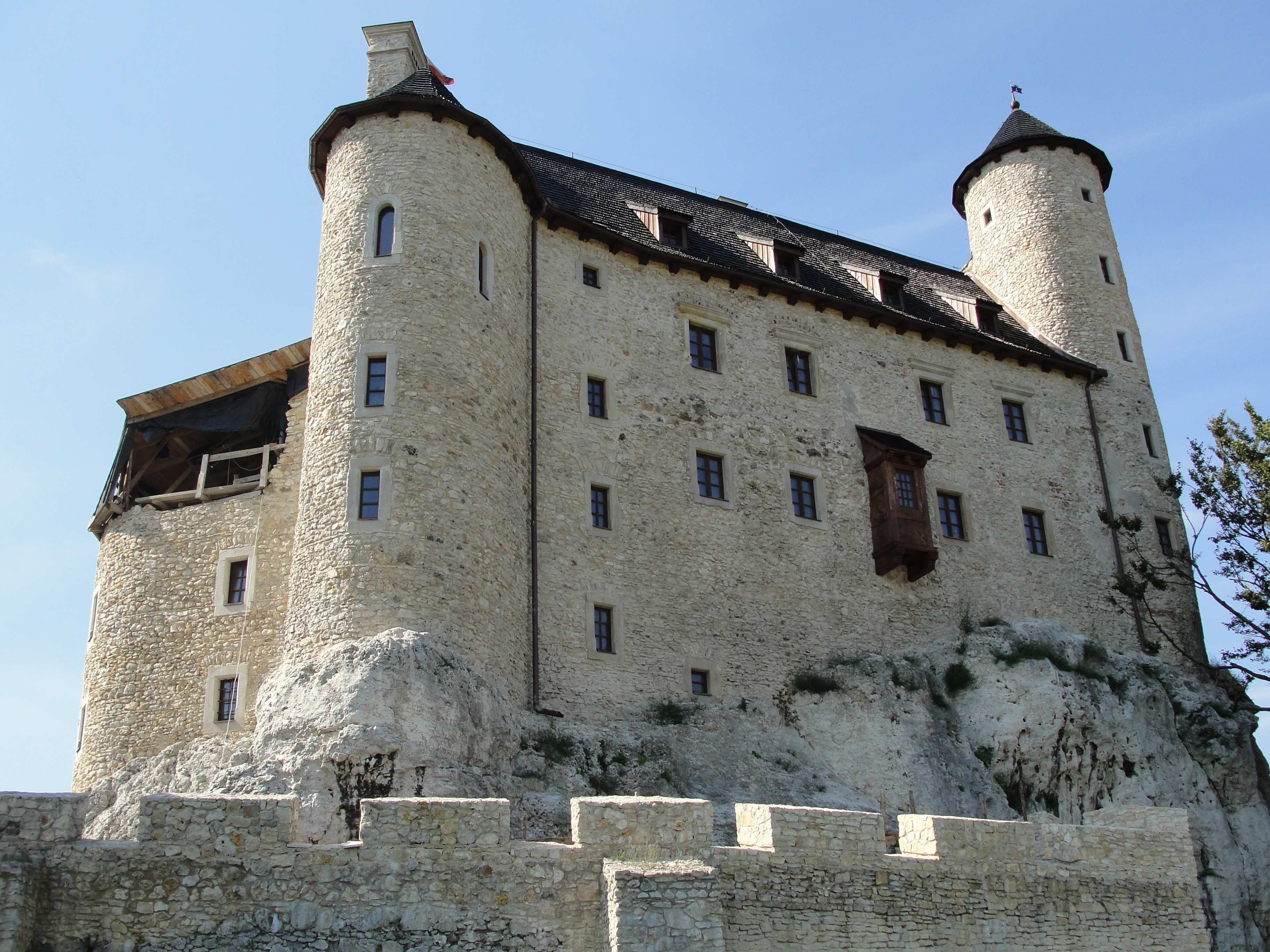
Житловий будинок замку
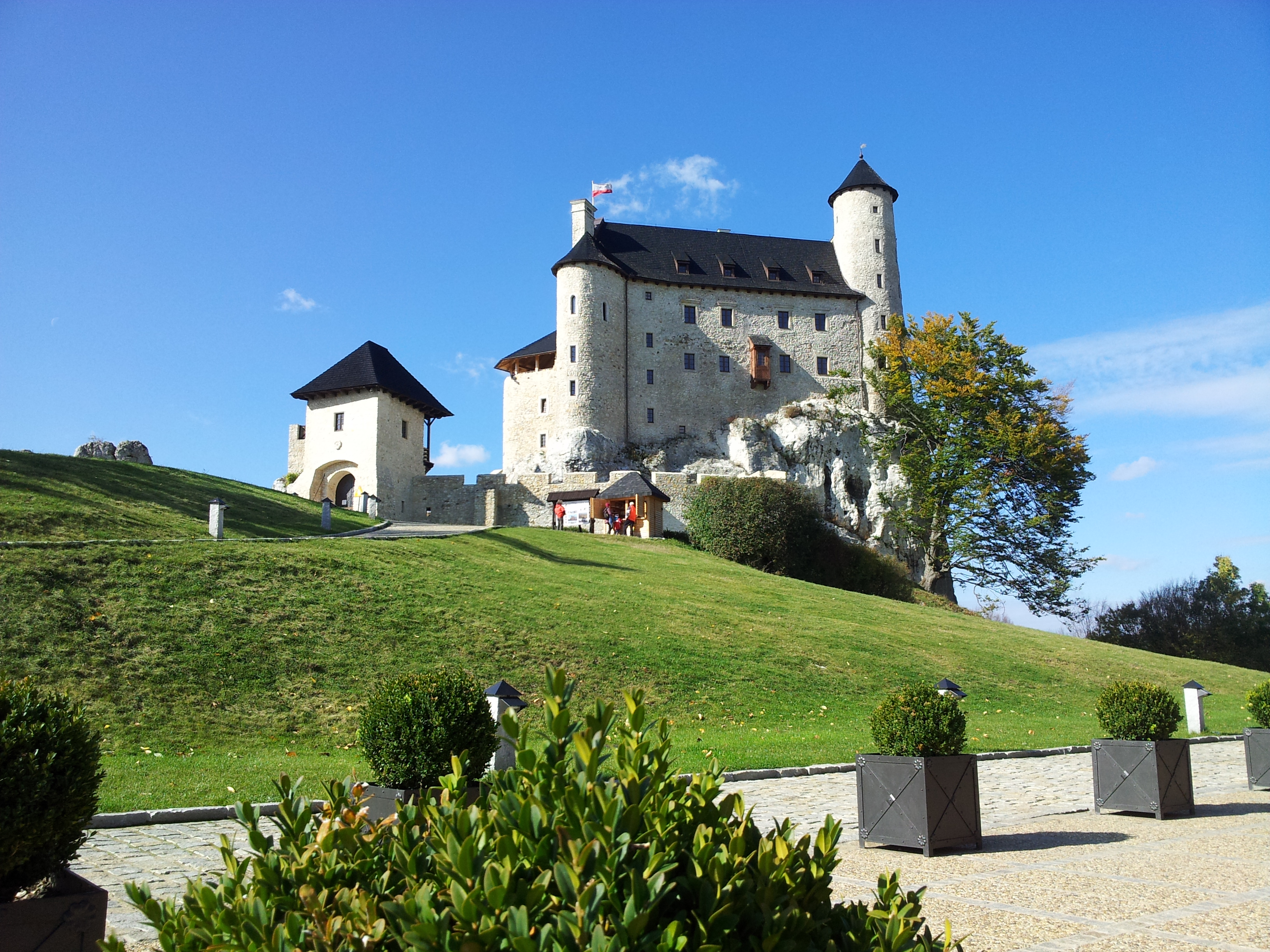
Вигляд замку з тераси ресторану
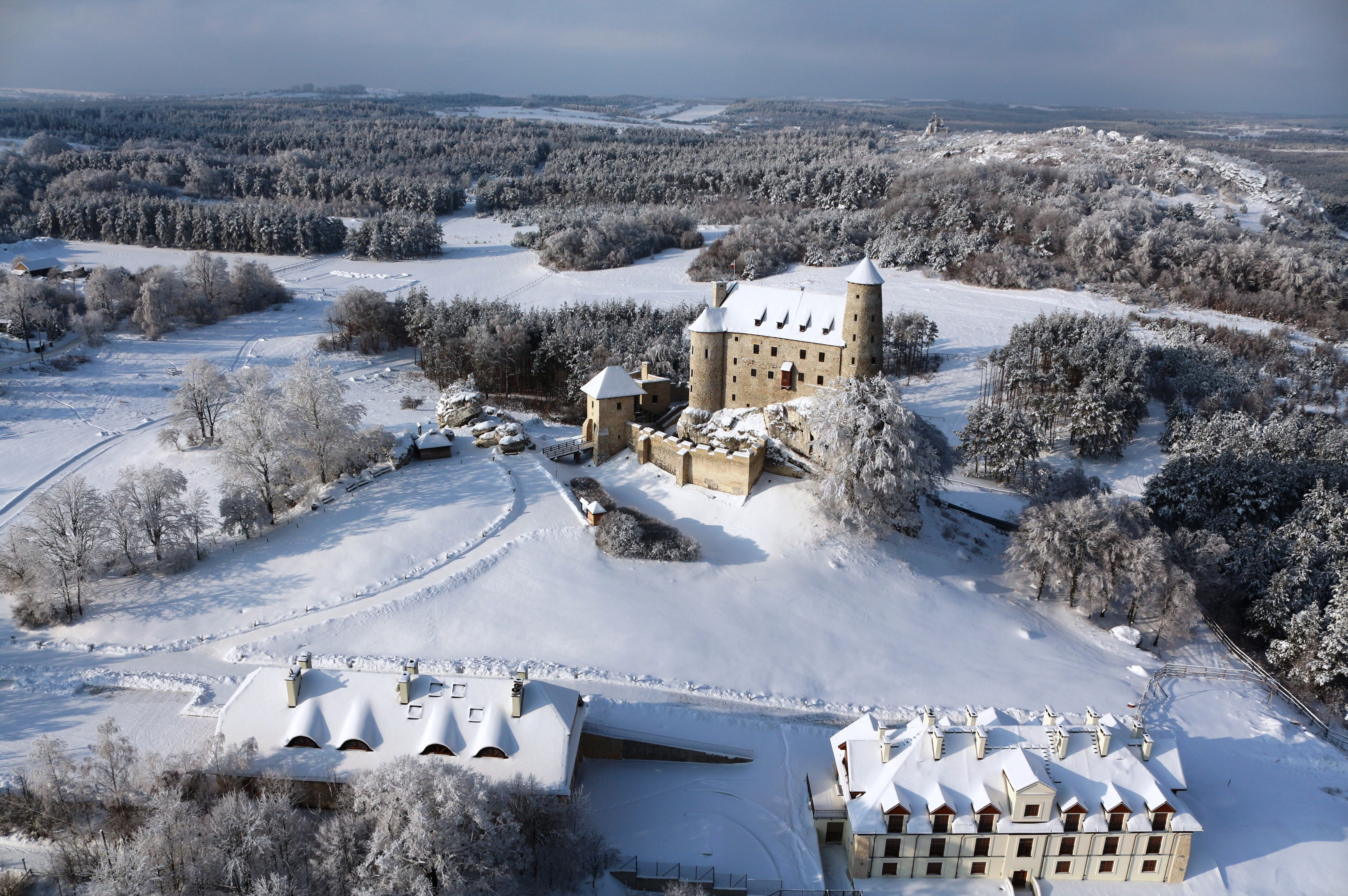
Вигляд замку взимку із льоту птаха